# اوبرپلایشفلد
اوبرپلایشفلد (به آلمانی: Oberpleichfeld) یک شهر در آلمان است که در Würzburg واقع شده‌است.